# Gianluca Comotto
Gianluca Comotto (Ivrea, Italia, 16 de octubre de 1978) es un futbolista italiano. Juega de defensa y su equipo actual es el Perugia Calcio.

## Biografía
Gianluca Comotto, que actúa como lateral derecho, empezó su carrera profesional en 1994 en un club de su ciudad natal, el US Ivrea y más tarde se unió al AS Biellese.
En 1997 recala en el Torino FC, con el que consigue el ascenso a la Serie A en la temporada 1998-99, al conseguir el segundo puesto en la clasificación. 
Después del ascenso se marcha en calidad de cedido al Vicenza Calcio, equipo con el que debuta en la Serie A. Fue el 1 de octubre en un partido contra el AC Milan.
Regresó al Torino FC en 2001. Ayudó a su equipo a mantener la categoría ese año (11º en la clasificación), pero al año siguiente no se logró el objetivo, ya que el club hizo una pésima campaña quedando último con tan solo 4 victorias en toda la temporada.
Luego jugó como cedido en la Fiorentina y en el Reggina Calcio, volviendo al Torino FC en el 2004. Esa misma campaña logra de nuevo el ascenso a la Serie A.
Debido a problemas económicos, el Torino no puede empezar en la Serie A y tiene que repetir categoría. Debido a esto Gianluca Comotto decide fichar por el AS Roma. Juega media temporada en este equipo y la otra media se marcha en calidad de cedido al Ascoli Calcio 1898.
A finales de 2006 regresa al Torino FC.
En julio de 2008 firma un contrato con su actual club, la Fiorentina, equipo que tuvo que realizar un desembolso económico de 4,3 millones de euros para poder hacerse con sus servicios.

## Clubes
| Club                         | País   | Año       |
| ---------------------------- | ------ | --------- |
| Unione Sportiva Ivrea Calcio | Italia | 1994-1996 |
| A.S. Biellese 1902           | Italia | 1996-1997 |
| Torino Football Club         | Italia | 1997-1999 |
| Vicenza Calcio               | Italia | 1999-2001 |
| Torino Football Club         | Italia | 2001-2003 |
| ACF Fiorentina               | Italia | 2003      |
| Reggina Calcio               | Italia | 2004      |
| Torino Football Club         | Italia | 2004-2005 |
| AS Roma                      | Italia | 2005-2006 |
| Ascoli Calcio 1898           | Italia | 2006      |
| Torino Football Club         | Italia | 2006-2008 |
| ACF Fiorentina               | Italia | 2008-2011 |
| Cesena                       | Italia | 2011-2013 |
| Perugia                      | Italia | 2013-     |